# 程艾兰

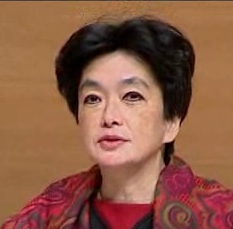
程艾藍 (2008年)

程艾藍（Anne Cheng，1955年—）為法國汉学家，父為法国华裔作家程抱一。早先在巴黎高师学英文专业，后改学汉学，到EPHE法国高等实验研究院跟随著名汉学家桀溺Jean-Pierre Dieny学汉学。1998年其代表作《中国思想史》获西方汉学最高奖儒莲奖，于2008年进入法兰西学院，接掌曾由马伯乐、戴密微、谢和耐等执教过的法国最高汉学讲席。程抱一父女合译的《论语》至今仍然是权威的法文版本。在西方，与辜鸿铭所译的《论语》英文版并称双璧。

## 外部連結
- （法文） "Anne Cheng （页面存档备份，存于）." 法兰西公学院.
- （法文） "Notice d'autorité personne Cheng, Anne (1955-....)." 法國國家圖書館
- 程艾兰：担心华人孩子丢了中国传统文化 （页面存档备份，存于）